# Reichenbach/Oberlausitz
Reichenbach/Oberlausitz (ufficialmente Reichenbach/O.L.) è una città tedesca situata nel Land della Sassonia.
Appartiene al circondario di Görlitz ed è parte della Verwaltungsgemeinschaft Reichenbach/O.L..